# 喜 (佛教)
喜，佛教術語，意指喜悅、快樂，是一種心所與感受，與禪那緊密相關。是四無量心、五禪支與七覺支之一。另外，人名中的“難陀”（巴利語）也常翻譯為“喜、歡喜”。

## 概論
喜是一種心理的感受（受），是一種快樂的正面感受。在禪那中得到的喜，稱為禪悅。修行所應遠離的喜貪或喜欲之喜為另一個詞。

## 分類

### 四喜
藏传密宗中，修行气脉、明点，打通中脉的脐轮、心轮、喉轮、顶轮，相对应地获得喜、胜喜、极喜、俱生喜，称爲四喜。